# Дубровна
Дубровна или Дубровно (блр. Дуброўна; рус. Дубровно) град је у североисточном делу Републике Белорусије и административни центар Дубровенског рејона Витепске области.
Према подацима пописа из 2009. у граду је живео 8.041 становник.

## Географија
Град Дубровна је смештен на обалама реке Дњепар, на месту где се у ову реку уливају речице Задрубовенка и Свинка. Смештен је на око 90 км јужније од административног центра области Витепска, односно на око 230 км североисточно од главног града земље Минска.

## Историја
У једном писму извесног чиновника Димитрија Семеновича из 1393. помиње се „дубровенска њива“ (рус. земля пустая дубровенская), док се Дубровна као градско насеље први пут помиње у списима из 1514. године.
Током прве половине XIV века подручје Дубровне и њене околине постаје делом Велике Кнежевине Литваније. У време владавине књаза Казимира дубровенска земља је предата у власништво тадашњем смоленском наместнику Јурију Глебовичу. Глебовичи су ту основали утврђење које је у каснијим епохама играло важну улогу у историји Дубровне.
Након прве поделе пољско-литванске заједнице 1772. Дубровна улази у састав Руске Империје, односно у посед књаза Григорија Потемкина који је у насељу отворио прву фабрику. Током XIX века отворена је и ткачка мануфактура која је 1901. прерасла у такозвану Дњепарску текстилну радионицу.
Совјетска власт у граду успостављена је 1917. године. Службени статус града добија 1925. године.

## Становништво
Према подацима са пописа становништва 2009. у граду је живео 8.041 становник.
| 1959. | 1970. | 1979. | 1989. | 2009. |
| ----- | ----- | ----- | ----- | ----- |
| 4.903 | 6.328 | 7.805 | 9.650 | 8.041 |